# Templo de Minerva (Guatemala)
El Templo de Minerva fue construido en 1901 en el Hipódromo del Norte de la Ciudad de Guatemala por el gobierno del presidente Manuel Estrada Cabrera.  El Templo fue utilizado para celebrar las Fiestas Minervalias durante el gobierno de Estrada Cabrera (1899-1920) y luego para celebrar funciones culturales durante los gobiernos posteriores.  Fue también utilizado como tribuna del Diamente de Béisbol «Enrique Torrebiarte» antes de su demolición en 1953, durante el gobierno del coronel Jacobo Árbenz Guzmán.

## Fiestas Minervalias

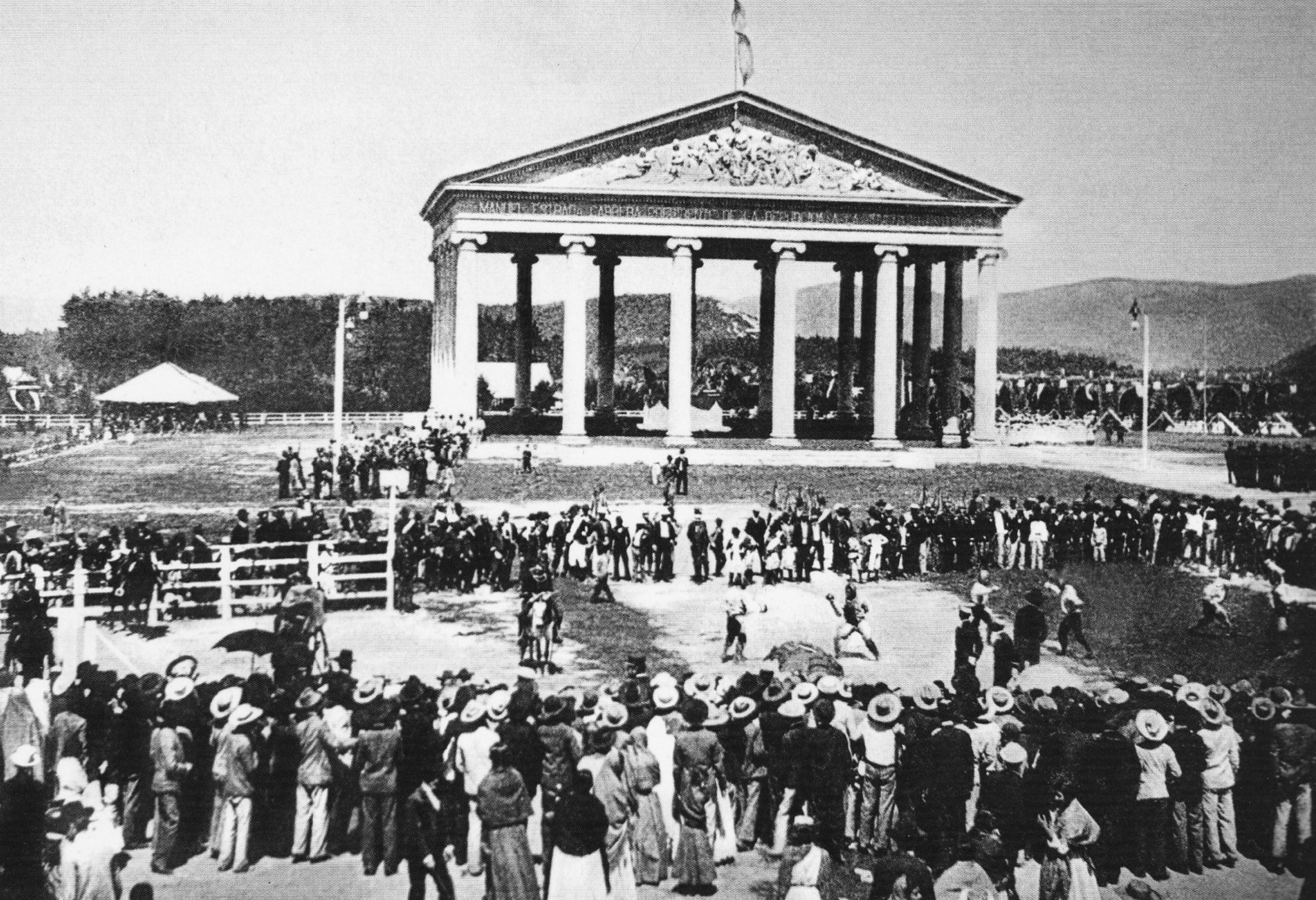
Inauguración del Templo de Minerva de la Ciudad de Guatemala en 1901.

Durante su gobierno, el licenciado Estrada Cabrera estableció las Fiestas Minervalias que se conducían en honor a la «Juventud Estudiosa» del país, aunque sus críticos -que surgieron hasta después de su derrocamiento en 1920- argumentaron que en realidad eran la principal asamblea para glorificar al Presidente.
En el discurso inaugural de las Fiestas Minervalias, Rafael Spínola -ministro de Fomento y quien tuvo la idea de realizar la celebración- indicó que el dios de los liberales era el dios de la sabiduría, que era un dios que no necesitaba templos pues «era el mismo universo entero».  Ahora bien, durante la primera fiesta de Minerva se desplomó el templo de Minerva temporal que se había construido para la escenografía de la actividad; luego de un vendaval, el templo cayó encima de la dama que interpretaba a la diosa Minerva y de las muchachas que representaban a sus vestales.  La población de inmensa mayoría católica y que recién en marzo de 1897 había recibido apoteósicamente al arzobispo metropolitano Ricardo Casanova y Estrada quien retornaba de un exilio de diez años, comentó que esto había sido un castigo de Dios, por estar celebrando fiestas paganas en detrimento de las celebraciones y creencias católicas. No se reportaron heridos de gravedad pero sí la ira de Estrada Cabrera, quien amonestó a los constructores del templo y prometió mandar a construir un templo sólido imperecedero, que fuera digno de las recién inauguradas celebraciones estudiantiles.
El templo prometido fue una realidad en las terceras minervalias que tuvieron lugar en 1901.  La estructura fue monumental, de construcción muy sólida y con frisos con alegorías griegas.  Se le llamó el Palacio de la Ciencia y se convirtió en el principal escenario de las minervalias, localizado en el Hipódromo del Norte de la ciudad de Guatemala.  

## El templo de la Ciudad de Guatemala
| «Y nosotros, los que estamos tachados de carecer de creencias religiosas, sólo porque rompimos las ataduras de la superstición y amamos la Libertad, también tenemos nuestro Dios, pero tan puro, que no encontramos ningún símbolo que lo represente, sino que lo adoramos en su esencia misma, que es la Sabiduría.» —Rafael Spínola Discurso inaugural de la primera Fiesta de Minerva 1899 |

Una vez terminado, el templo era de estilo romano con cuatro lados iguales, de 25 m, con seis columnas de orden jónico-romano por lado, asentado sobre una plataforma o estilóbato de unos dos metros de altura, a la que se accedía, en sus cuatro fachadas, por doce escalones. Estaba situado al fondo del Bulevar de Jocotenango, o del Hipódromo, y que con el tiempo pasó a llamarse Bulevar de Minerva y luego Avenida «Simeón Cañas», desde donde se le podía apreciar a larga distancia.  
El tema alegórico del relieve ilustraba la actitud del gobierno y el carácter que se quería dar a las fiestas:  en el centro de la composición estaba la figura de Minerva, sentada en actitud arrogante, vestida de clásico peplo, con la cabeza cubierta por un casco y apoyando la mano derecha en una lanza guerrera.  En la mano izquierda tenía algunas coronas de olivo y a sus pies ramas de la misma planta; a la derecha, había un grupo de dos figuras, constituido por un hombre fornido recostado sobre un yunque -que representaba al trabajo- y señalando a un niño decía -en letras de oro-: Labor omnia vincil.  También estaba Mercurio, representando al comercio, descalzándose una de las alas que el dios llevaba en los talones; y había otro grupo en el que una de las musas tañía su lira, y cerca de ellas en pie una graciosa figurita que representaba a la pintura.  Al lado derecho de la diosa Minerva estaba la Ciencia, envuelta en un manto oscuro, sentada y pensativa, acompañada de la República y un joven viril y enérgico, apoyado sobre las armas de Guatemala, contemplando satisfecho y en actitud de descanso después del trabajo, las naves que transportaban los frutos de su trabajo.

## Características artísticas de los templos

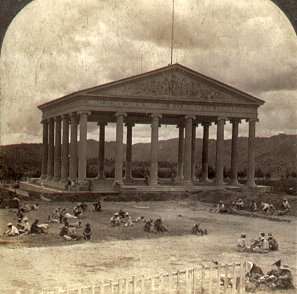
Templo de Minerva, Ciudad de Guatemala, aproximadamente en 1905.
El bajorrelieve decía: «Manuel Estrada Cabrera
Presidente de la República
a la Juventud Estudiosa».

A partir de este templo, las cabeceras departamentales y otros pueblos del país se propusieron construir su propio templo, presionados por los jefes políticos para que lo hicieran.  De esta forma, estos templos fueron producto del trabajo y del aporte de los vecinos de cada una de las localidades y no de un desembolso del gobierno central; de esta forma no todos edificaron sus templos en la misma época ni con la misma calidad, e incluso hubo algunos lugares que tardaron años en hacerlo. Los templos rurales compitieron con las edificaciones católicas no solo por su estilo clásico y su evocación a una religión pagana, sino porque hasta ese momento las iglesias eran los edificios más altos en todas las localidades; los nuevos templos fueron erigidos en colinas, para simular la Acrópolis de Atenas.
Tras la celebración de las Minervalias, los templos quedaban sin uso por el resto del año, excepto el de la Ciudad de Guatemala que se encontraba a la par del Mapa en Relieve de Guatemala y junto al campo de béisbol, y el de Jalapa que servía para ofrecer bailes los domingos y como graderío para actividades deportivas en un campo aledaño.
Los Templos de Minerva guatemaltecos eran construcciones abiertas y sostenidos por columnas, y aunque variaban sus dimensiones, asemejaban más a un cenotafio.  En todos se utilizó lámina de zinc para el techo, pero el material de las columnas variaba dependiendo de los recursos de los vecinos.  En cuanto a sus elementos artísticos, solamente el templo de la Ciudad de Guatemala puede considerarse como una obra de arte y una obra monumental, aunque el templo de Quetzaltenango —tierra natal del Presidente— era también de grandes dimensiones. Aunque al derrocar a Estrada Cabrera en 1920 el templo de Quetzaltenango quedó inconcluso durante 5 décadas, hasta que la administración municipal de 1970 -1974 lo concluyó, pero no con la arquitectura original similar a los templos aun en pie de las cabeceras departamentales ni el demolido de la capital, sino con una simple estructura de metal, lámina, un recubrimiento de cemento pobre en diseño y cielo falso que, lastimosamente desde hace una década, por el mercado aledaño, se encuentra en el total abandono.
Las estructuras de los templos contrastaban con la arquitectura de las poblaciones en que estaban construidos; en muchos casos, eran contrastantes con sus columnas dóricas en un pueblo que no tenía ni escuelas ni hospitales y en el que los pobladores habitaban en endebles cabañas.

### Templos erigidos en el interior de la República
Numerosos Templos de Minerva fueron construidos por toda la república de Guatemala, y algunos todavía se conservan en las cabeceras departamentales de Guatemala:
| Departamento   | Imagen                   | Cantidad de templos | Fecha de inauguración                                                                         | Condición en el siglo xxi |
| -------------- | ------------------------ | ------------------- | --------------------------------------------------------------------------------------------- | ------------------------- |
| Baja Verapaz   |                          | 1                   | 1916                                                                                          | En pie                    |
| Chimaltenango  |                          | 1                   | 20 de abril de 1909                                                                           | Demolido                  |
| Chiquimula     | Chiquimula Quezaltepeque | 3                   | 27 de octubre de 1907                                                                         | En pie                    |
| Escuintla      |                          | 2                   | Plaza de los Cocales (1906) y Escuintla (1916)                                                | Demolido                  |
| Huehuetenango  |                          | 4                   | 1904                                                                                          | En pie                    |
| Jalapa         |                          | 1                   | 1909                                                                                          | En pie                    |
| Quetzaltenango |                          | 3                   | 15 de septiembre de 1921 (si se hubiese terminado por aquellos días)/ 9 de septiembre de 1973 | En pie                    |
| Sacatepéquez   |                          | 1                   | 15 de septiembre de 1906                                                                      | Destruido                 |

## Destrucción del Templo de la Ciudad de Guatemala

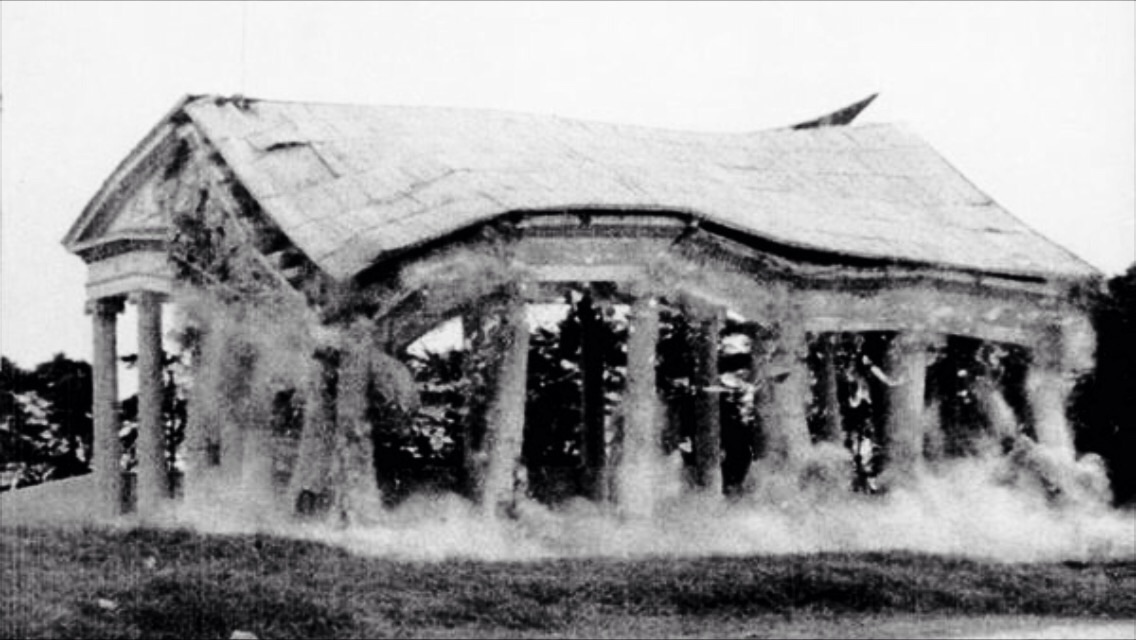
Demolición del templo en 1953. Copia de una fotografía que estaba en el Mapa en Relieve de Guatemala.

El Templo de Minerva de la Ciudad de Guatemala fue dinamitado durante el gobierno del coronel Jacobo Árbenz Guzmán en 1953, como una muestra de rechazo al gobierno de Estrada Cabrera.

## Galería de imágenes

### Templo de Minerva entre 1905 y 1920

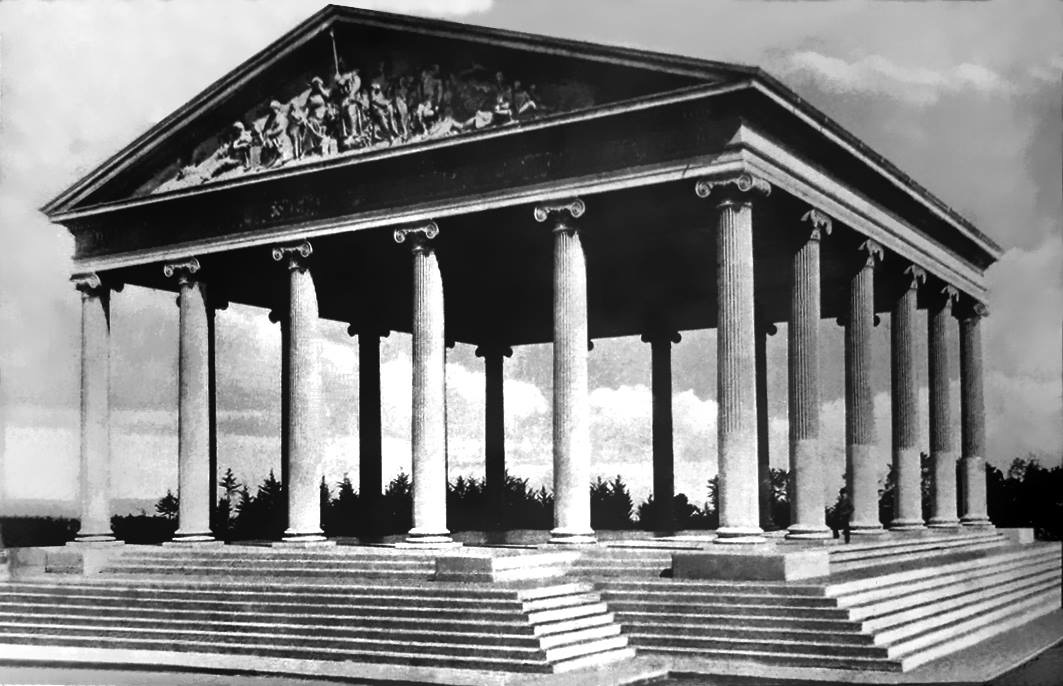
1905
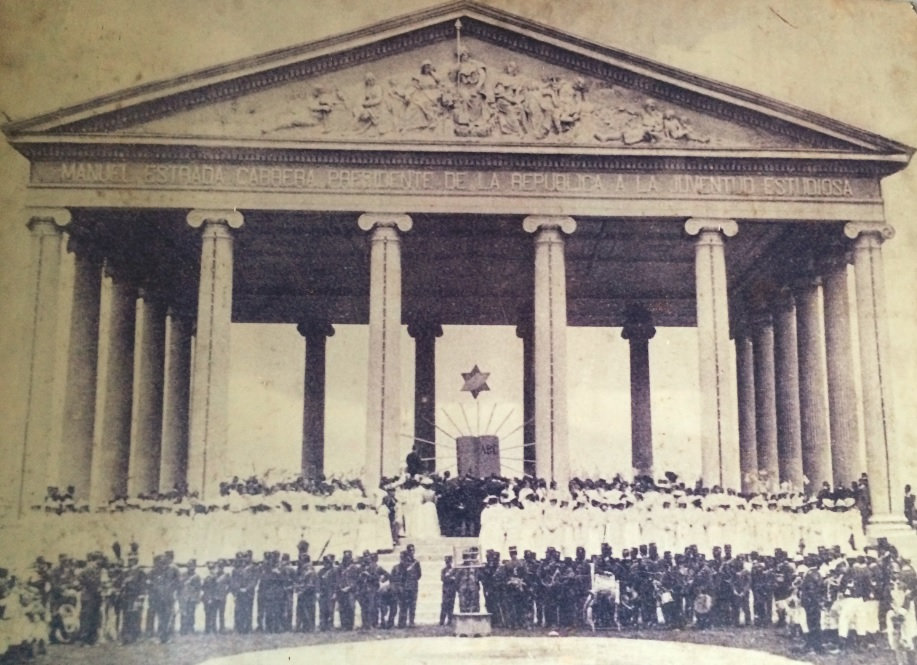
Templo de Minerva de la ciudad de Guatemala en 1905, durante las Fiestas de Minerva de ese año.
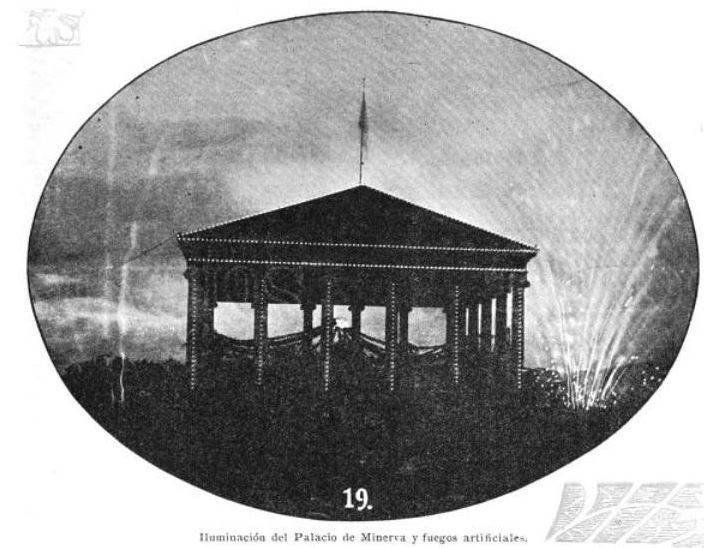
Templo iluminado y celebración con juegos pirotécnicos al finalizar las fiestas de 1906.
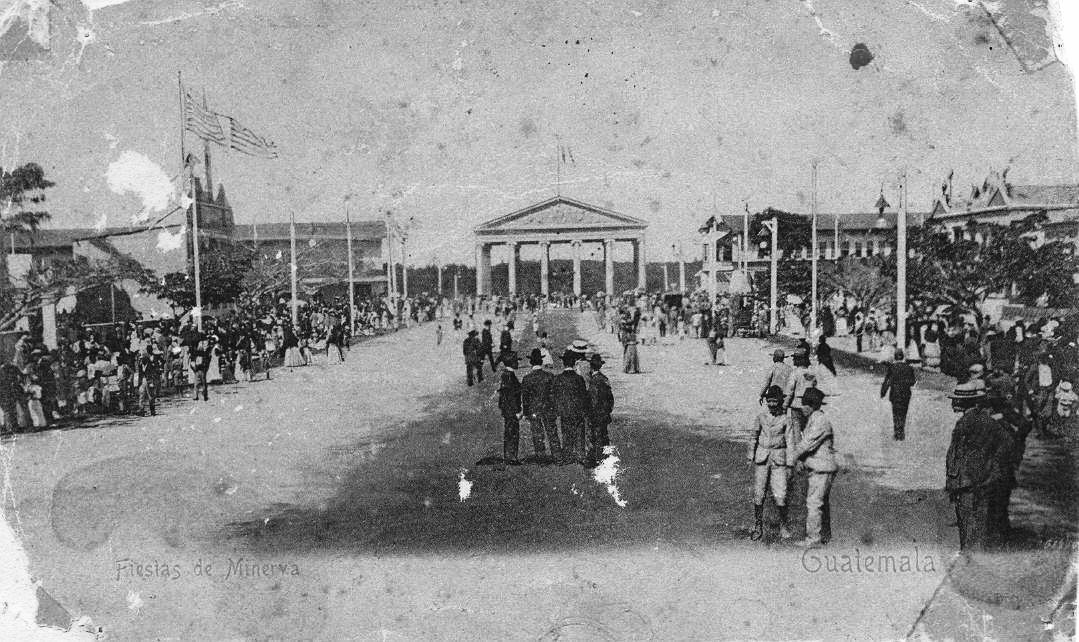
Fiestas minervalias de 1907.

### Fotos entre 1920 y 1953

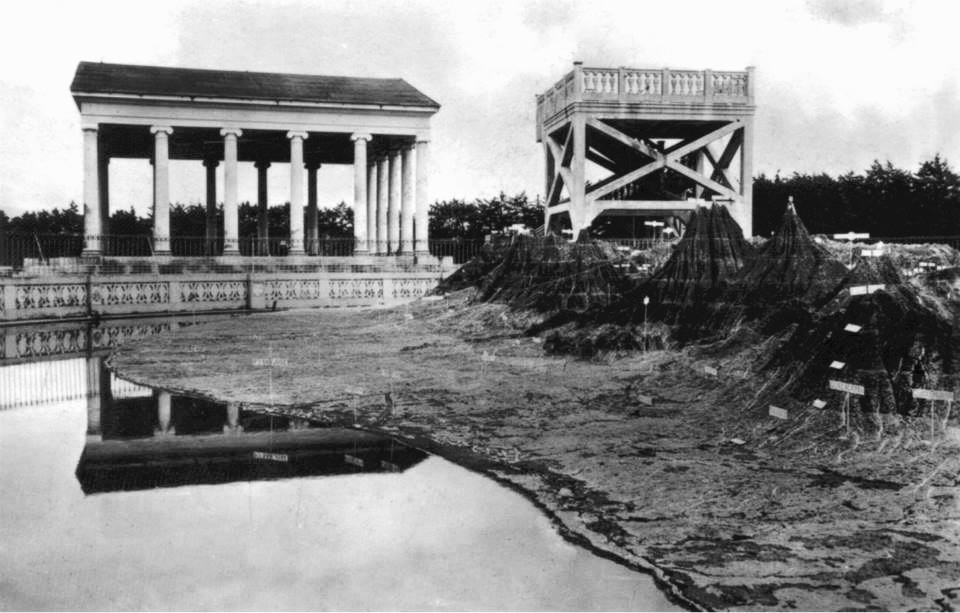
Templo de Minerva y Mapa en Relieve de Guatemala en 1940.  El diamante de béisbol todavía no se construía.
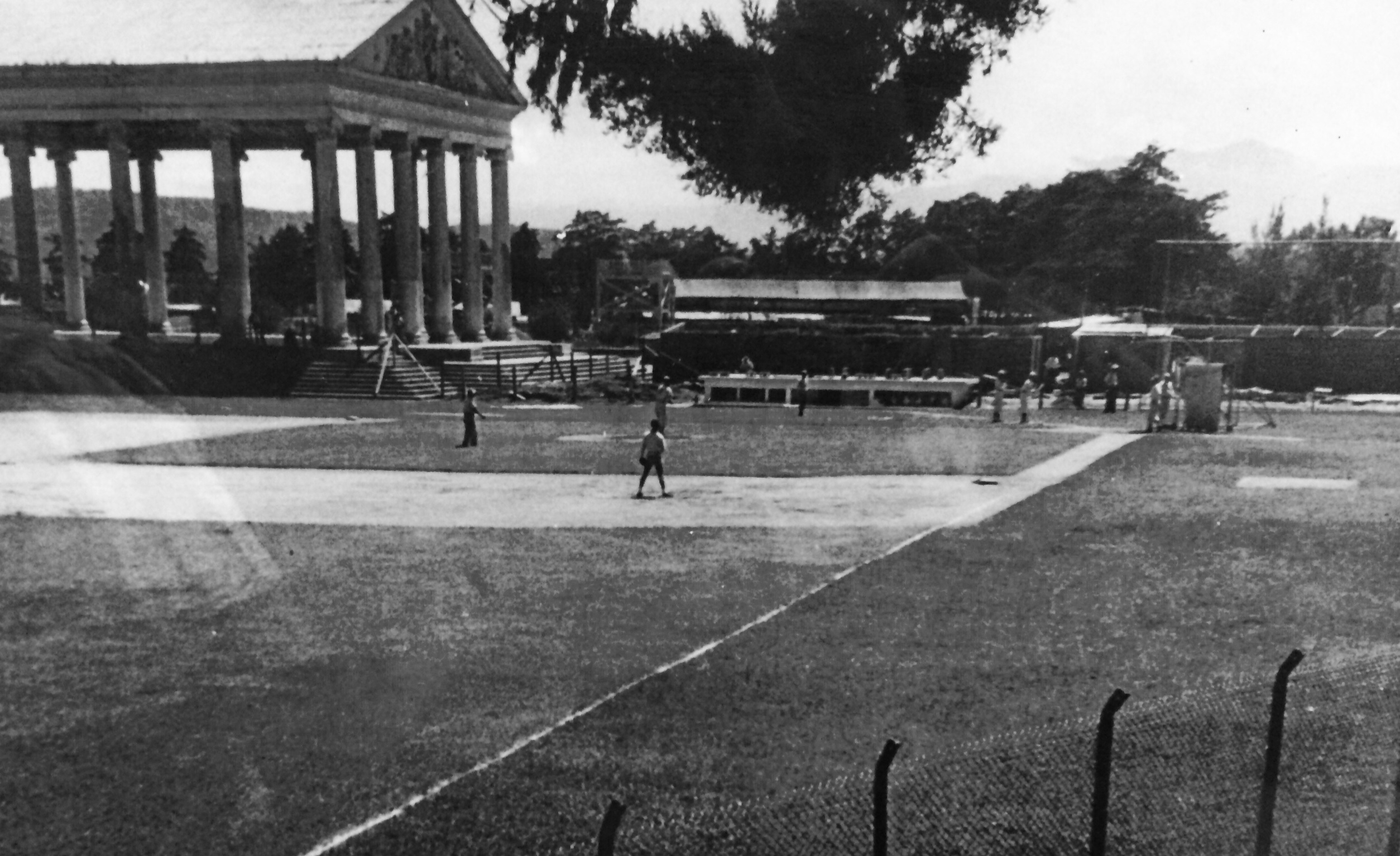
Parque de béisbol Enrique Torrebiarte (entonces Diamente Minerva) antes de la construcción de la tribuna principal.